# Eleccions municipals de València de 1901
Les eleccions municipals de València de 1901 van ser unes eleccions municipals de València dins del marc de les eleccions municipals espanyoles de 1901, organitzades pel govern de Práxedes Mateo Sagasta i celebrades el 10 de novembre de 1901.
A València, les eleccions es van fer durant l'alcaldia del liberal José Igual Torres. Com venia ja sent costum, els resultats dels comicis foren una victòria aclaparadora per als blasquistes (PURA). Els únics conservadors elegits foren de la facció Tetuanista, sent la resta derrotats. Durant l'any de les eleccions, hi va ver un dens ambient de confrontació entre els blasquistes i el clergat.

## Resultats
| Districte                 | Candidats                 | Electe | Partit  | Vots  |
| ------------------------- | ------------------------- | ------ | ------- | ----- |
| CENTRE (2 regidors)       | Adolfo Beltrán            | Sí     | FR      | 1.037 |
| CENTRE (2 regidors)       | Carmelo Navarro Reverter  | Sí     | Ind-Rep | 385   |
| CENTRE (2 regidors)       | Mariano Palos             | No     | Ind-Rep | 281   |
| CENTRE (2 regidors)       |                           |        | 1.703   |       |
| AUDIÈNCIA (2 regidors)    | Manuel Olcina             | Sí     | CT      | 596   |
| AUDIÈNCIA (2 regidors)    | Joaquín Payá              | Sí     | FR      | 427   |
| AUDIÈNCIA (2 regidors)    | Cándido Herrero           | No     | Ind-Rep | 320   |
| AUDIÈNCIA (2 regidors)    | Carlos Corbí              | No     | PC      | 306   |
| AUDIÈNCIA (2 regidors)    |                           |        | 1.649   |       |
| UNIVERSITAT (2 regidors)  | Antonio López Rodríguez   | Sí     | CT      | 430   |
| UNIVERSITAT (2 regidors)  | Eladio Fajarnés           | Sí     | FR      | 396   |
| UNIVERSITAT (2 regidors)  | Evaristo Crespo Azorín    | No     | PC-T    | 373   |
| UNIVERSITAT (2 regidors)  | J. Roberto Cuñat          | No     | PL      | 228   |
| UNIVERSITAT (2 regidors)  | Emilio Albert             | No     | PC-R    | 69    |
| UNIVERSITAT (2 regidors)  |                           |        | 1.496   |       |
| TEATRE (3 regidors)       | Eduardo Llagaria          | Sí     | Ind-Rep | 649   |
| TEATRE (3 regidors)       | José Jorro                | Sí     | FR      | 574   |
| TEATRE (3 regidors)       | Luis Tatay                | Sí     | FR      | 550   |
| TEATRE (3 regidors)       | Ricardo Ibáñez            | No     | PC      | 338   |
| TEATRE (3 regidors)       | José R. Casans            | No     | PL      | 258   |
| TEATRE (3 regidors)       | Juan L. Martín            | No     | CT      | 230   |
| TEATRE (3 regidors)       | Rafael Gómez              | No     | PC-R    | 196   |
| TEATRE (3 regidors)       |                           |        | 2.795   |       |
| HOSPITAL (2 regidors)     | Eduardo López Guillén     | Sí     | FR      | 812   |
| HOSPITAL (2 regidors)     | Ricardo Beltrán           | Sí     | PL      | 659   |
| HOSPITAL (2 regidors)     | Gaspar Montoliu           | No     | PC      | 328   |
| HOSPITAL (2 regidors)     | Pascual Fresquet          | No     | PL-G    | 137   |
| HOSPITAL (2 regidors)     | Juan M. Descalzo          | No     | Ind-Rep | 116   |
| HOSPITAL (2 regidors)     |                           |        | 2.052   |       |
| MISERICÒRDIA (3 regidors) | Vicente Borrás            | Sí     | FR      | 801   |
| MISERICÒRDIA (3 regidors) | Vicente Avalos            | Sí     | FR      | 797   |
| MISERICÒRDIA (3 regidors) | José M. Gómez Cabedo      | Sí     | Ind-Rep | 491   |
| MISERICÒRDIA (3 regidors) | Enrique Moragues          | No     | PL      | 488   |
| MISERICÒRDIA (3 regidors) | José M. Albors            | No     | PC      | 388   |
| MISERICÒRDIA (3 regidors) |                           |        | 2.965   |       |
| MUSEU (3 regidors)        | José Alapont              | Sí     | PL      | 958   |
| MUSEU (3 regidors)        | José Jorge Vinaixa        | Sí     | FR      | 939   |
| MUSEU (3 regidors)        | Mariano López Noguera     | Sí     | FR      | 658   |
| MUSEU (3 regidors)        | Mariano Guillot           | No     | Ind-Rep | 512   |
| MUSEU (3 regidors)        |                           |        | 3.067   |       |
| PORT (4 regidors)         | Manuel García Dutrús      | Sí     | PL      | 1.056 |
| PORT (4 regidors)         | Carlos Soler              | Sí     | FR      | 963   |
| PORT (4 regidors)         | Estanislao Flores         | Sí     | PL      | 958   |
| PORT (4 regidors)         | Vicente Sinisterra        | Sí     | FR      | 940   |
| PORT (4 regidors)         | Vicente Cubells           | No     | FR      | 939   |
| PORT (4 regidors)         | Felipe Dómine             | No     | PC      | 382   |
| PORT (4 regidors)         | Domingo Fabregat          | No     | PRDF    | 61    |
| PORT (4 regidors)         |                           |        | 5.299   |       |
| RUSSAFA (4 regidors)      | José Ordeig               | Sí     | PC-T    | 1.531 |
| RUSSAFA (4 regidors)      | Vicente Chirivella        | Sí     | Ind     | 1.492 |
| RUSSAFA (4 regidors)      | Buenaventura Guillén Engo | Sí     | PL      | 1.425 |
| RUSSAFA (4 regidors)      | Manuel Crú                | Sí     | PRDF    | 1.309 |
| RUSSAFA (4 regidors)      | Ramón Miralles            | No     | Ind-Rep | 1.219 |
| RUSSAFA (4 regidors)      | José Manáut Nogués        | No     | FR      | 1.210 |
| RUSSAFA (4 regidors)      | Victoriano Gimeno         | No     | Ind     | 486   |
| RUSSAFA (4 regidors)      |                           |        | 8.672   |       |
| VEGA (3 regidors)         | Jaime J. Martínez García  | Sí     | FR      | 1.328 |
| VEGA (3 regidors)         | Bienvenido Marí           | Sí     | FR      | 1.129 |
| VEGA (3 regidors)         | Manuel Martínez Martínez  | Sí     | PL      | 1.074 |
| VEGA (3 regidors)         | Salvador Alfonso          | No     | Ind     | 1.006 |
| VEGA (3 regidors)         |                           |        | 4.537   |       |

### Taula de sigles
- FR: Fusió Republicana.
- Ind-Rep: Republicà independent.
- CT: Comunió Tradicionalista.
- PC: Partit Liberal Conservador.
  - PC-T: Conservadors tetuanistes.
  - PC-R: Conservadors romeristes.
- Ind: Candidat independent.
- PL: Partit Liberal Fusionista.
  - PL-G: Liberals gamacistes.
- PRDF: Partit Republicà Democràtic Federal.